# Bakerella belohensis
Bakerella belohensis är en tvåhjärtbladig växtart som beskrevs av Simone Balle. Bakerella belohensis ingår i släktet Bakerella och familjen Loranthaceae. Inga underarter finns listade i Catalogue of Life.